# Liste des conseillers départementaux du Val-d'Oise
Pour un article plus général, voir Conseil départemental du Val-d'Oise.
Cet article présente la composition du Conseil départemental du Val-d'Oise  depuis les élections départementales de 2021 dans l'Essonne.
Pour les élus des mandatures précédentes, voir la liste des conseillers généraux du Val-d'Oise.

## Liste des conseillers départementaux
| Canton                        | Conseiller départemental | Parti | Parti         | Autres mandats |
| ----------------------------- | ------------------------ | ----- | ------------- | --- |
| Canton d'Argenteuil-1         | Malika Ahres             |       | DVD           | Maire-adjointe d'Argenteuil |
| Canton d'Argenteuil-1         | Julien Bachard           |       | LR            | Maire de Saint-Gratien (2017 → ) |
| Canton d'Argenteuil-2         | Nadia Metref             |       | PS            | Conseillère municipale d’opposition d'Argenteuil |
| Canton d'Argenteuil-2         | Pascal Bertolini         |       | EELV          | |
| Canton d'Argenteuil-3         | Nessrine Menhaouara      |       | PS            | Maire de Bezons (2020→ ) Vice-présidente de la CA SGBS (2020 → ) |
| Canton d'Argenteuil-3         | Nicolas Bougeard         |       | PS            | Professeur puis chef d'établissement scolaire Conseiller municipal d'opposition d'Argenteuil                                                                                  |
| Canton de Cergy-1             | Virginie Tinland         |       | LR            | |
| Canton de Cergy-1             | Mickaël Declerck         |       | LR            | |
| Canton de Cergy-2             | Edwina Etoré-Manika      |       | LR            | International marketing manager Maire-adjointe d'Éragny-sur-Oise |
| Canton de Cergy-2             | Alexandre Pueyo          |       | Soyons libres | Chargé des relations publiques, ancien attaché parlementaire d'Axel Poniatowski                                                                                               |
| Canton de Deuil-la-Barre      | Muriel Scolan            |       | DVD           | Professeure de lycée retraitée Maire de Deuil-la-Barre (2014 → ) Vice-présidente de la CA Plaine Vallée (2016 → )                                                             |
| Canton de Deuil-la-Barre      | Philippe Sueur           |       | DVD           | Professeur honoraire à la Faculté de droit de Paris XIII Maire d'Enghien-les-Bains (1989 → ) Conseiller général d'Enghien-les-Bains (1994 → 2015)                             |
| Canton de Domont              | Céline Villecourt        |       | LR            | Maire de Saint-Prix (2020→ ) Vice-présidente de la CA Plaine Vallée (2020 → )                                                                                                 |
| Canton de Domont              | Sébastien Meurant        |       | UDR           | Sénateur du Val-d'Oise (2017 → ) Maire de Saint-Leu-la-Forêt (2008 → 2017) Président départemental de Les Républicains du Val-d'Oise                                          |
| Canton d'Ermont               | Noëllie Plelan           |       | LR            | Fille de Bernard Jamet, maire de Sannois (2014 → ) |
| Canton d'Ermont               | Xavier Haquin            |       | UD            | Chef d'entreprise Maire d'Ermont (2020→ ), Vice-président de la CA Val Parisis (2020 → )                                                                                      |
| Canton de Fosses              | Agnès Rafaitin           |       | DVD           | Ancien cadre financier Maire-adjointe d'Ézanville (2008 → ) |
| Canton de Fosses              | Patrice Robin            |       | DVD           | Maire de Villaines-sous-Bois (2014 → ) Président de la CC Carnelle Pays-de-France (2017 → )                                                                                   |
| Canton de Franconville        | Marie-Christine Cavecchi |       | LR            | Présidente du conseil départemental du Val-d'Oise (2017 → ) Maire-adjointe de Franconville (2001 → )                                                                          |
| Canton de Franconville        | Yannick Boëdec           |       | LR            | Maire de Cormeilles-en-Parisis (2008 → ) Président de la CA Val Parisis (2016 → )                                                                                             |
| Canton de Garges-lès-Gonesse  | Sarah Moine              |       | UDI           | Conseillère municipale déléguée d'Arnouville-lès-Gonesse |
| Canton de Garges-lès-Gonesse  | Ramzi Zinaoui            |       | UDI           | Maire-adjoint de Garges-lès-Gonesse |
| Canton de Goussainville       | Isabelle Rusin           |       | LR            | Maire d'Épiais-lès-Louvres (2008 → ) |
| Canton de Goussainville       | Anthony Arciero          |       | LR            | Conseiller municipal d’opposition de Survilliers |
| Canton d'Herblay              | Manuela Melo             |       | DVD           | Conseillère municipale d’opposition de Montigny-lès-Cormeilles |
| Canton d'Herblay              | Philippe Rouleau         |       | LR            | Directeur des ventes chez Orange Maire d'Herblay (2014 → ) Vice-président de la CA Val Parisis (2017 → )                                                                      |
| Canton de L'Isle-Adam         | Sabrina Ecard            |       | DVD           | Maire-adjointe de Persan |
| Canton de L'Isle-Adam         | Morgan Touboul           |       | LR            | Maire-adjoint de L’Isle-Adam Vice-président du Syndicat des berges de l’Oise                                                                                                  |
| Canton de Montmorency         | Aziza Philippon          |       | LR            | Maire-adjointe de Montmorency |
| Canton de Montmorency         | Luc Strehaiano           |       | LR            | Maire de Soisy-sous-Montmorency (1995 → ) Président de la CAVAM (2008 → 2015), puis de la CAPV (2016 → ) Président de la Commission nationale de vidéosurveillance (2002 → ?) |
| Canton de Pontoise            | Anne Fromenteil,         |       | UD            | Première maire-adjointe de Pontoise |
| Canton de Pontoise            | Paul Dubray              |       | UD            | Agriculteur Maire-adjoint de Boissy-l'Aillerie |
| Canton de Saint-Ouen-l'Aumône | Véronique Pélissier      |       | LR            | Avocate Conseillère municipale d’opposition de Saint-Ouen-l’Aumône |
| Canton de Saint-Ouen-l'Aumône | Pierre-Edouard Eon       |       | LR            | Chef d'entreprise Maire de Méry-sur-Oise Président de la CCVOI (2004 → 2008) Vice-président de la CCVOTF (2019 → )                                                            |
| Canton de Sarcelles           | Déborah Israël           |       | PS            | Conseillère municipale déléguée de Sarcelles |
| Canton de Sarcelles           | Patrick Haddad           |       | PS            | Maire de Sarcelles (2018 → ) Vice-président de la CA Roissy Pays de France (2020 → )                                                                                          |
| Canton de Taverny             | Laëtitia Boisseau        |       | UD            | Maire-adjointe de Taverny |
| Canton de Taverny             | Gérard Lambert-Motte     |       | UD            | Fonctionnaire du ministère de l'Equipement retraité Maire du Plessis-Bouchard (1997 → ) Vice-président de la CA Val-et-Forêt (? → 2015) puis de la CA Val Parisis (2016 → )   |
| Canton de Vauréal             | Patricia José            |       | LR            | Conseillère municipale d'opposition de Vauréal |
| Canton de Vauréal             | Thomas Vatel             |       | LR            | Premier maire-adjoint de Magny-en-Vexin |
| Canton de Villiers-le-Bel     | Cécilia Toungsi-Simo     |       | DVG           | Conseillère municipale d’opposition de Villiers-le-Bel |
| Canton de Villiers-le-Bel     | Cédric Sabouret          |       | PS            | Conseiller municipal d’opposition de Gonesse |